# Stemma del Wyoming
Il sigillo del Wyoming (ufficialmente in inglese Great Seal of the State of Wyoming, ossia Gran Sigillo dello Stato del Wyoming) è stato adottato durante la seconda legislatura nel 1893 e modificato durante la sedicesima nel 1921.
Le due date sul sigillo, 1869 e 1890, commemorano l'organizzazione statale e l'ammissione del Wyoming all'Unione. La figura al centro tiene un bastone dal quale si spiega una bandiera con il motto "Equal Rights" (Uguali Diritti). Il motto simboleggia il particolare status femminile dopo l'emendamento sul suffragio del 1869. Le figure maschili sono tipiche del paese: l'una rappresenta i minatori, l'altra gli allevatori. Il numero 44 sulla stella a cinque punte rappresenta il 44º stato aderente all'Unione (il Wyoming appunto). Sopra i pilastri, due lampade emettono la Luce della Conoscenza. Pergamene intorno ai pilastri portano le parole Petrolio, Miniere, Bestiame e Grano, le quattro maggiori industrie del Wyoming.
Il sigillo dello Stato è stato riprodotto in vetro sui soffitti della Wyoming's House of Representatives Chamber e della Wyoming Senate Chamber, nella capitale. Il sigillo è posto anche sulla bandiera, inscritto entro la silhouette di un bisonte americano.